# Fritillaria kurdica
Fritillaria kurdica là một loài thực vật có hoa trong họ Liliaceae. Loài này được Boiss. & Noë miêu tả khoa học đầu tiên năm 1859.